# IC 1562
IC 1562 је спирална галаксија у сазвјежђу Кит која се налази на листи објеката дубоког неба у Индекс каталогу.
Деклинација објекта је - 24° 16' 26" а ректасцензија 0h 38m 33,8s. Привидна величина (магнитуда) објекта IC 1562 износи 12,9 а фотографска магнитуда 13,6. IC 1562 је још познат и под ознакама ESO 474-9, MCG -4-2-30, AM 0036-243, IRAS 00360-2432, PGC 2308.